# Sinn (Hesse)
Sinn é um município da Alemanha, situado no distrito de Lahn-Dill, no estado de Hesse. Tem 18,73 km² de área, e sua população em 2019 foi estimada em 6.367 habitantes.